# Mercedes-Benz OM642
Mercedes-Benz OM642 – 3,0-litrowy wysokoprężny  silnik V6 o kącie ustawienia cylindrów 72°, 24-zaworowy, z aluminiowym blokiem.
Silnik charakteryzuje się wtryskiem paliwa commonrail przy 1600 bar (23000 psi), a zasysane powietrze sprężone w stosunku 18:1. Pomiędzy rzędami cylindrów zamontowano wałek wyrównoważenia, aby zminimalizować wibracje. Masa silnika wynosi 208 kg (460 funtów). Moc wyjściowa wynosi 165 kW (224 PS, 221 KM) i 510 Nm (380 lb · ft) momentu obrotowego. Stosowany olej o specyfikacji MB 229.51 lub 228.31 MB.
Silnik jest produkowany w zakładach Daimler AG w Marienfelde.
Pojazdy napędzane tym silnikiem:
- Dodge (od 2006)
- Freightliner Trucks (od 2006)
- Mercedes-Benz Sprinter (od 2006)
- Jeep Grand Cherokee WK (2005-2010)
- Jeep Commander (2005-2010)
- Mercedes-Benz C350 CDi (2009)
- Mercedes-Benz C320 CDi (od 2007)
- Mercedes-Benz E320 CDi (od 2005)
- Mercedes-Benz R320 CDi (od 2007)
- Mercedes-Benz S320 CDi (od 2005)
- Mercedes-Benz ML320 CDi (od 2005)
- Mercedes-Benz GL320 CDi (od 2005)
- Chrysler 300 (od 2006; tylko Europa i Australia)
- Mercedes-Benz Vito 120 CDI i Mercedes-Benz Viano 3.0 CDi (od 2006)